# ロイヤル・コンセルトヘボウ管弦楽団

ロゴマーク

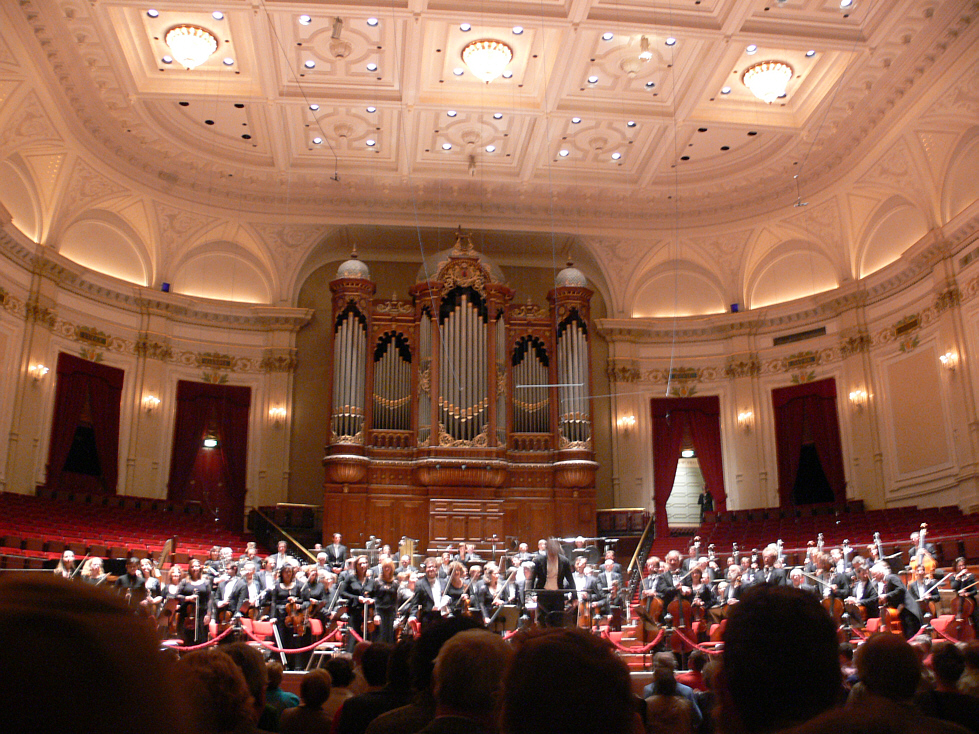
コンセルトヘボウ

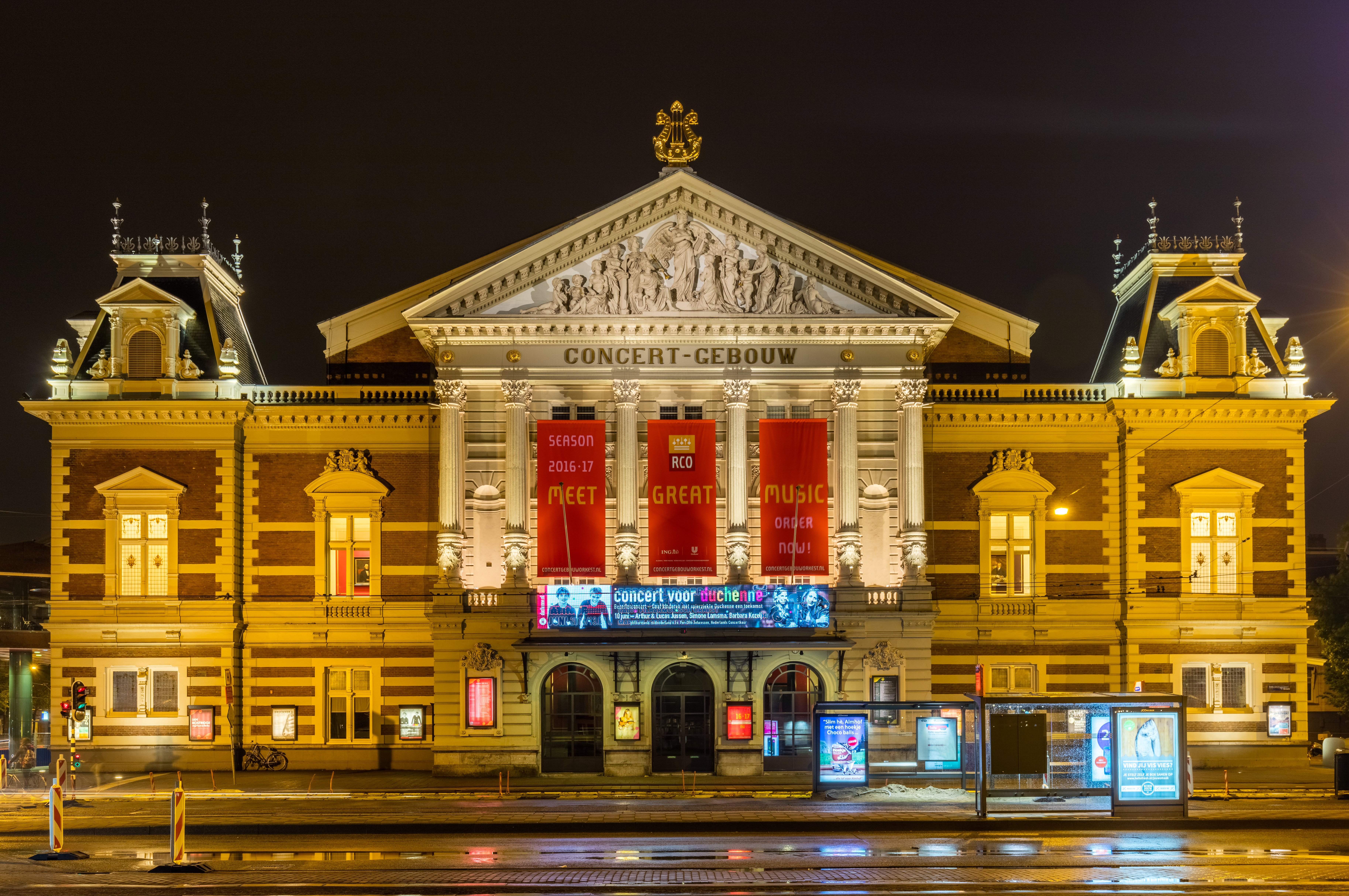
コンセルトヘボウ

ロイヤル・コンセルトヘボウ管弦楽団（ロイヤル・コンセルトヘボウかんげんがくだん、オランダ語: Koninklijk Concertgebouworkest 発音: [ˌkoːnɪŋklək kɔnˈsɛrtxəbʌu̯ɔrˌkɛst] コーニンクルック・コンセルトヘバウ・オルケスト）

は、オランダ・アムステルダムに本拠を置くオーケストラである。旧称はアムステルダム・コンセルトヘボウ管弦楽団。

## 歴史

### 戦前まで
コンセルトヘボウとはオランダ語で「コンサートホール」を意味する言葉で、アムステルダムにコンセルトヘボウがオープンした1888年にコンセルトヘボウの専属オーケストラとしてアムステルダム・コンセルトヘボウ管弦楽団は産声を上げた（ただし、このオーケストラとホールとは別法人として運営されている）。
初代常任指揮者にはウィレム・ケスが就任、草創期のコンセルトヘボウの指導にあたった。このオーケストラが一躍世界のスターダムに躍り出たのは、24歳でコンセルトヘボウの第2代常任指揮者に就任、その後半世紀に渡ってコンセルトヘボウに君臨したウィレム・メンゲルベルクの功績である。
メンゲルベルクは厳格なリハーサルをオーケストラに強い、彼の完全なる手兵となるアンサンブルを築いた。
リヒャルト・シュトラウスは自作の交響詩『英雄の生涯』をこのコンビに献呈した。
また、マーラーもしばしばコンセルトヘボウの指揮台に立ち、マーラー没後もその弟子のオットー・クレンペラーらが1920年に世界で初めての｢マーラー音楽祭｣を催し、コンセルトヘボウのマーラー演奏の偉大な伝統は確立されていった。

### 戦後
1945年、第二次世界大戦が終結すると、メンゲルベルクは大戦中ナチス・ドイツの占領下にあったオランダにおける親独行為（アムステルダムはおろかドイツ占領地でのベルリン・フィルハーモニー管弦楽団などの演奏会にも出演していた）を追及されてオーケストラを追放され、スイスへの亡命を余儀なくされた。メンゲルベルクは二度と指揮台に立つことはなく、1951年に亡命先で没した。
メンゲルベルクの後任には、1931年からコンセルトヘボウの指揮者陣に加わり、1938年からメンゲルベルクと並んで首席指揮者を務めていたエドゥアルト・ファン・ベイヌムが就任。ベイヌムはメンゲルベルクのロマン派的演奏とは対照的な新古典主義的解釈による演奏を身上とする指揮者でコンセルトヘボウに新風を吹き込んだ。
1959年、健康に恵まれなかったベイヌムがわずか57歳の生涯を閉じると、オランダ人シェフを据えるという不文律に従い、若きオランダ人指揮者ベルナルト・ハイティンクが常任指揮者に抜擢された。しかし、その若さと実力に不安があったため、ベテランのドイツ人指揮者オイゲン・ヨッフムが補佐として常任指揮者に加わり、変則的な双頭体制に入ったが、1964年には双頭体制は解消され、ハイティンク一人が常任指揮者の任に当たることになった。ヨッフムはその後も死の直前まで客演指揮者としてたびたび登場した。
ハイティンクは外連を排した中庸で品格を保った演奏を展開し、コンセルトヘボウ管と数多くの録音を残した。
1988年、創立100周年を迎えたコンセルトヘボウはベアトリクス女王より「ロイヤル」（Koninklijk：王立）の称号を下賜され、現在の名称「ロイヤル・コンセルトヘボウ管弦楽団」に改称された。
また、創立100年を期にハイティンクは常任を退き、イタリア人のリッカルド・シャイーが双頭体制時代を除き、オランダ人以外で初めて常任のポストを手にした。デッカ・レコードにブラームスやマーラーの演奏を残し、より分解能が高く鮮やかなサウンドを打ち出し人気を博したが、「楽団特有の響きが失せてしまった」という批判の声も上がった。
2004年9月からはマリス・ヤンソンスが首席指揮者となった。また同年に自主制作レーベル「RCOレーベル」を設立し、前任者シャイーの精密さとハイティンクの豊かな音を上手く組み合わせ、全作品SACDハイブリッドで発売を開始している。
2016年にはイタリア人のダニエレ・ガッティが首席指揮者となったが、2018年にセクハラ問題で解任された。それ以来首席指揮者は空席となっているが、2027年にフィンランド出身のクラウス・マケラが就任することになった。
コンセルトヘボウ管の特徴は、優れた音響を誇るコンセルトヘボウで培われた美しい音色と長年の伝統にあり、今日まで"ヨーロッパの3大オーケストラのひとつ”として称えられてきた名門である。
首席指揮者以外では、マーラー、クレンペラー、ヨッフムのほか、レナード・バーンスタインやキリル・コンドラシン、ジョージ・セル、カルロ・マリア・ジュリーニがたびたび登場している。またカルロス・クライバーも客演していた。

## 歴代首席指揮者

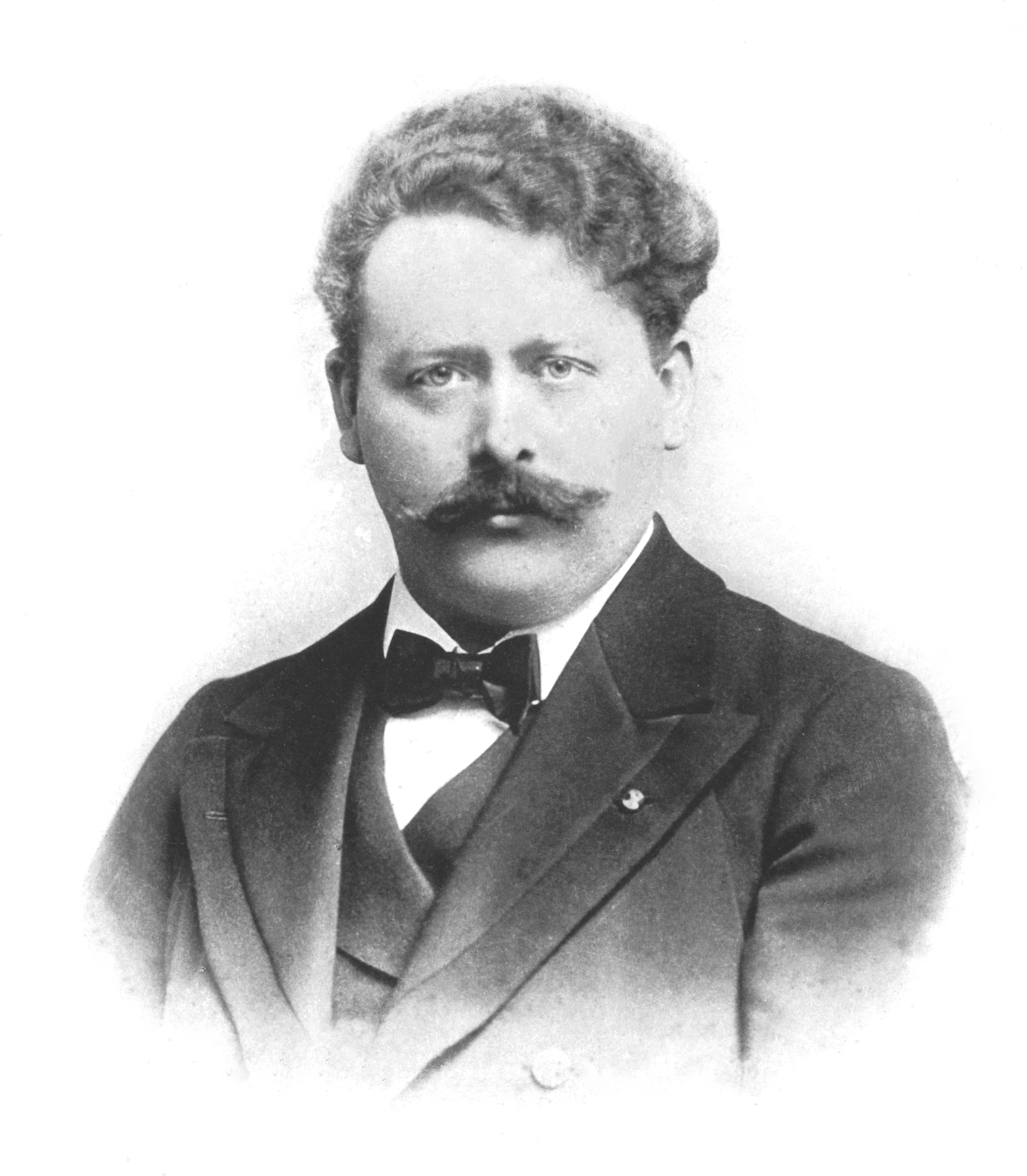
ウィレム・メンゲルベルク

- ウィレム・ケス（1888年 - 1895年）
- ウィレム・メンゲルベルク（1895年 - 1945年）
- エドゥアルト・ファン・ベイヌム（1945年 - 1959年）
- オイゲン・ヨッフム（1961年 - 1964年）/ベルナルト・ハイティンク（1961年 - 1988年）
- リッカルド・シャイー（1988年 - 2004年）
- マリス・ヤンソンス（2004年 - 2015年）
- ダニエレ・ガッティ（2016年 - 2018年）
- クラウス・マケラ（2027年 - ）次期首席指揮者[7]